# Émile Pingat
Émile Pingat, född 1820, död 1901, var en fransk modeskapare.
Han öppnade sin verksamhet vid samma tid som Charles Frederick Worth och tillverkade liksom denne aftonkläder till internationella kunder i Europa och USA, bland annat till kejserliga hovet. Hans kläder uppvisar ofta historisk och orientalistisk design.